# Triduum sacrum
Triduum sacrum, latin "de tre heliga (påsk)dagarna", är en beteckning på Stilla veckans tre sista dagar. De kan antingen syfta på skärtorsdagen, långfredagen och påskafton eller syfta på tiden från skärtorsdagens kvällsmässa till påskdagens kväll. 

## Tre dagar
- Långfredagen – försoningsdödens dag
- Påskafton – gravvilans dag
- Påskdagen – uppståndelsens dag

Dagarna är i nutida praktik fyra, då de inleds med skärtorsdagens kvällsmässa och avslutas med vespern på Påskdagens kväll. Men eftersom dygnet i Bibeln skiftade vid solnedgången ("det vart afton och det vart morgon den första dagen" 1 Moseboken 1:5), alltså ungefär klockan 18.00, blir det tre dygn: från skärtorsdag 18.00 till långfredag 18.00, och nästa dygn långfredag 18.00 till påskafton 18.00 och tredje dygnet påskafton 18.00 till påskdagen 18.00.

## Tre aspekter
Detta triduum högtidhåller tre aspekter i påskens mysterium: 
- Långfredagen är åminnelsen av Herrens lidande och död. Vi ser hur Kristus har tagit vårt tragiska öde på sig. Han bär våra misstag och synder. Han är försoningsoffret för hela världens synd, skuld och skam ("Gud var i Kristus och försonade världen med sig själv; han tillräknar dem inte deras synder..." (2 Korinthierbrevet 5:19).
- Påskafton är åminnelsen av Herrens begravning. Det är en dag av tystnad och väntan vid den grav som är symbolen för det kristna hoppet.
- Påsknatten och Påskdagen är åminnelsen av Kristi triumf över döden och sammanfattningen av hela evangeliet. Segern och glädjen har sista ordet.

De tre dagarnas inbördes enhet återspeglar påskmysteriets inre logik: döden och uppståndelsen är oskiljaktiga. Det nya livets källa är Kristi offer av sig själv. Den som mister sitt liv ska vinna det.